# Otto Voos
Otto Voos (* 28. Juli 1912 in Ohligs; † 14. November 1987) war ein deutscher Politiker und ehrenamtlicher Oberbürgermeister von Solingen.

## Leben
Otto Voos wurde noch in der damals zum Landkreis Solingen gehörenden Stadt Ohligs geboren, wo er auch am Ohligs-Walder Realgymnasium (Humboldt-Gymnasium) 1932 das Zeugnis der Reife ablegte. Im Anschluss studierte er Volkswirtschaft und evangelische Theologie. Nach dem Zweiten Weltkrieg gehörte Voos im Jahr 1946 zu den Mitbegründern der Ohligser CDU, für die er im Jahr 1952 in den Solinger Stadtrat einzog, dem er bis 1984 angehörte. Von 1952 bis 1961 vertrat er als Bürgermeister bei offiziellen Anlässen die Oberbürgermeister Eugen Maurer und Karl Haberland. Er selbst bekleidete als einziger zweimal das Ehrenamt des Oberbürgermeisters, nämlich von 1961 bis 1964 und 1975 bis 1976. Hauptberuflich betätigte sich Otto Voos von 1946 bis 1975 als Geschäftsführer.

„In Nordrhein-Westfalen sei Oberbürgermeister ein Ehrenamt, obwohl es ganz offensichtlich nur von einem Mann ausgefüllt werden könne, der dieses Ehrenamt zum Hauptberuf mache. Es verlange Opfer an freier Zeit, Gesundheit und Nervenkraft für den Träger eines solchen Amtes.“

## Ehrung
- 13. Oktober 1971: Verleihung des Ehrenringes der Stadt Solingen[1][2]
- 1978: Bundesverdienstkreuz 1. Klasse